# 新坪郡
新坪郡（シンピョンぐん）は、朝鮮民主主義人民共和国黄海北道の北東部に位置する郡。

## 地理
北に彦真山脈、東に阿虎飛嶺山脈があり、大同江の支流である 南江が流れる。百年山、西百年山、東百年山 などがある。
南に谷山郡・遂安郡、西に延山郡・平安南道檜倉郡、北に平安南道新陽郡・陽徳郡、東は江原道法洞郡・板橋郡と接する。

## 歴史
独立前は谷山郡の一部地域だった。独立後 1952年12月に谷山郡の上図面、下図面、覓美面、伊寧面、花村面、鳳鳴面の桐川里、東村面の五倫里を合併して新坪郡を新設した。

### 年表
この節の出典
- 1952年12月 - 郡面里統廃合により、黄海道谷山郡上図面・下図面・覓美面・伊寧面・花村面および鳳鳴面・東村面の各一部地域をもって、新坪郡を設置。新坪郡に以下の邑・里が成立。(1邑17里)
  - 新坪邑・大地里・石岩里・仙岩里・南川里・眉松里・花岩里・生陽里・平和里・百年里・楸蘭田里・龍山里・古邑里・将岩里・巨利所里・陶陰里・広川里・雲岩里
- 1953年 - 百年里が百年労働者区に昇格。(1邑1労働者区16里)
- 1954年10月 - 黄海道の分割により、黄海北道新坪郡となる。(1邑1労働者区16里)
- 1958年 (1邑2労働者区14里)
  - 花岩里の一部が分立し、覓美労働者区が発足。
  - 花岩里の残部が新坪邑に編入。
  - 百年労働者区および巨利所里の一部が合併し、万年労働者区が発足。
  - 巨利所里の一部が陶陰里に編入。
  - 龍山里の一部が将岩里に編入。
  - 生陽里の一部が巨利所里に編入。
  - 雲岩里が広川里・龍山里に分割編入。
- 1995年 - 将岩里・龍山里・広川里が古邑里に編入。(1邑2労働者区11里)

## 行政区域
1邑2労働者区11里で構成される。 
- 신평읍 (新坪邑、シンピョンウプ)
- 멱미로동자구 (覓美労動者区、ミョンミロドンジャグ)
- 만년로동자구 (万年労動者区、マンニョンノドンジャグ)
- 평화리 (平和里、ピョンファリ)
- 고읍리 (古邑里、コウムニ)
- 대지리 (大地里、テジリ)
- 석암리 (石岩里、ソガムニ)
- 선암리 (仙岩里、ソナムニ)
- 미송리 (眉松里、ミソンニ)
- 남천리 (南川里、ナムチョンニ)
- 추란전리 (楸蘭田里、チュランジョンニ)
- 도음리 (陶陰里、トウムニ)
- 거리소리 (巨利所里、コリソリ)
- 생양리 (生陽里、センヤンニ)

## 交通
- 平壌元山観光道路